# Сэр Гаммер Вэнз

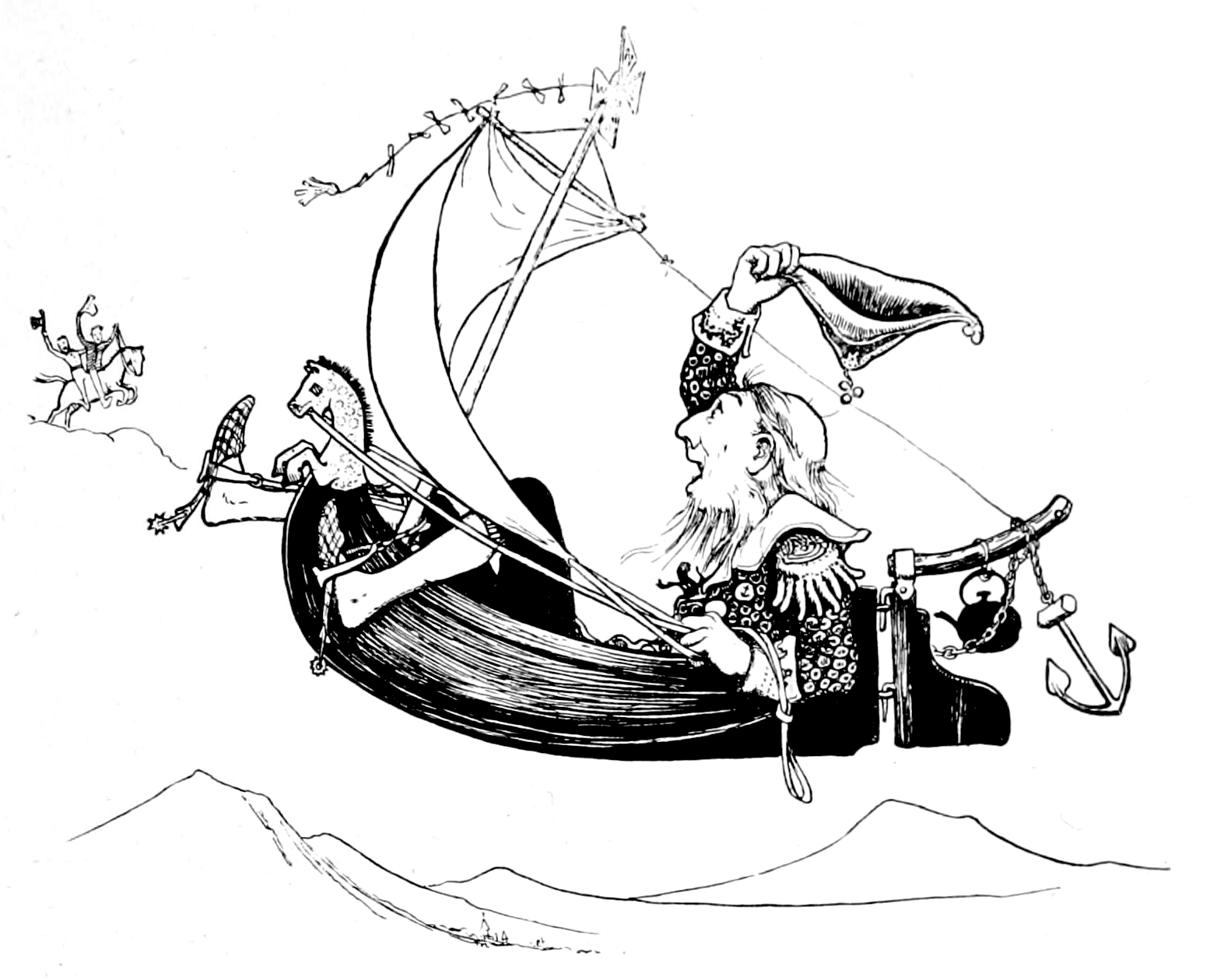

Сэр Гаммер Вэнз (Гаммер Вэнс, англ. Sir Gammer Vans) — английская народная сказка-небылица. Записана Джозефом Джекобсом и впервые была опубликована в 1890 году в книге «More English Fairy Tales». В каталоге сказочных сюжетов Аарне-Томпсона данный сюжет зафиксирован под номером 1965, например, к такому сюжету принадлежит немецкая народная сказка «Кнойст и трое его сыновей», собранная братьями Гримм.

## Сюжет
Повествование в сказке ведётся от первого лица. Рассказчик плывёт на лодке по горным вершинам, и по пути встречает двух всадников, сидящих на одном коне, которые указывают дорогу к дому его друга, Гаммера Вэнза. Дойдя до дома Вэнза, построенного из кирпича и сложенного из песчаника и стоящего на отшибе вокруг шестидесяти-семидесяти таких же домов, рассказчик не обнаруживает его, но внезапно Вэнз выскакивает из бутылки (он был великаном-стеклодувом и любил таким образом подшучивать над гостями) и приглашает к столу. За столом рассказчик замечает собаку Вэнза, доедающую объедки, и предлагает повесить, на что Вэнз отвечает, что за день до этого она убила зайца и в качестве доказательства приводит рассказчика в сад, где в корзинке сидит тот самый заяц, загрызенный собакой, но живой. Рассказчик видит двадцать четыре парня, молотящих цепами табак. Завидев рассказчика, они изо всех молотят его изо всех сил, да так, что плитка пробивает каменную изгородь, из-за чего пёс пугается и бросается прочь. Рассказчику еле удаётся его поймать, и вытрясив из него оставшийся табак и отпускает пса на волю. После этого, рассказчик и Гаммер Вэнз идут на охоту в его собственный парк. Так как у рассказчика есть разрешение на отстрел оленей королевского стола, то тот стреляет из лука по оленю, пробивая левый бок и задевая правый. Рассказчик пытается попасть по оленю вновь, но промахивается. Стрела попадает в дупло дуба, где должно было быть гнездо пчёл, но вместо этого из дупла вылетают куропатки («одни утверждают — на лету восемнадцать убил, другие — тридцать шесть») в придаче с дохлой сёмгой. В итоге из всей этой дичи рассказчик готовит вкусный пирог.

## Публикации на русском языке
- Джек и золотая табакерка. Сказки народов Великобритании и Северной Ирландии / Составление Е. Нестеровой, Вступление А. Налепина, Пер. с англ. М.Д. Литвиновой. — М.: Детская литература, 1989. — С. 178-181. — 295 с. — 100 000 экз. — ISBN 5-08-001909-3.
  - Джек и золотая табакерка. / Пер. с англ. М.Д. Литвиновой. — М.: Нигма, 2018. — 296 с. — ISBN 978-5-4335-0611-4.
- пер. К.Васильев. Пирог для королевского стола // «Трамвай» : журнал. — 1990. — № 11.